# 人工膵臓
人工膵臓（じんこうすいぞう）は、膵臓の機能の一部をそなえた人工臓器。
膵臓は機能の異なる外分泌腺と内分泌腺から構成されている。膵臓の臓器としての作用には、インスリンなどのホルモンを分泌する内分泌作用、膵液を分泌する外分泌作用がある。インスリンには血糖を下げる働きがあり、膵臓腫瘍でインスリンの分泌が過剰になれば、低血糖発作を引き起こし、分泌が不足すれば血糖値が上昇して糖尿病となる。インスリンはランゲルハンス島から分泌される。近年日本においても増加傾向にある糖尿病は、このインスリンの作用に関わる病気と言うことになる。
様々な機能を保持する膵臓の全機能を人工臓器で補うには限界があり、現在「人工膵臓」と呼ばれている人工臓器は、このうちインスリン分泌の内分泌作用のみに携わる人工臓器である。この点、心臓のポンプ作用のみを補う人工心臓と似たところがある。正確には人工膵臓と呼ぶよりは「人工ランゲルハンス島」と呼称した方が正確かもしれないが、一般に「人工膵臓」と言われるのは、血糖を制御する目的で開発された機械である。

## 概要
人工膵臓は、膵臓の内分泌機能、特にインスリンの分泌を人工的に代替するための医療機器である。血糖値をリアルタイムに測定し、インスリンの投与量を自動的に調整することが可能であり、主に1型糖尿病患者や、手術中・重症疾患時など血糖管理が必要な状況で用いられる。人工膵臓は「ベッドサイド型」と「携帯型」に大別され、目的や使用環境に応じた機種が開発・使用されている。 